# Polseres
|  | Per a altres significats, vegeu «braçalet». |

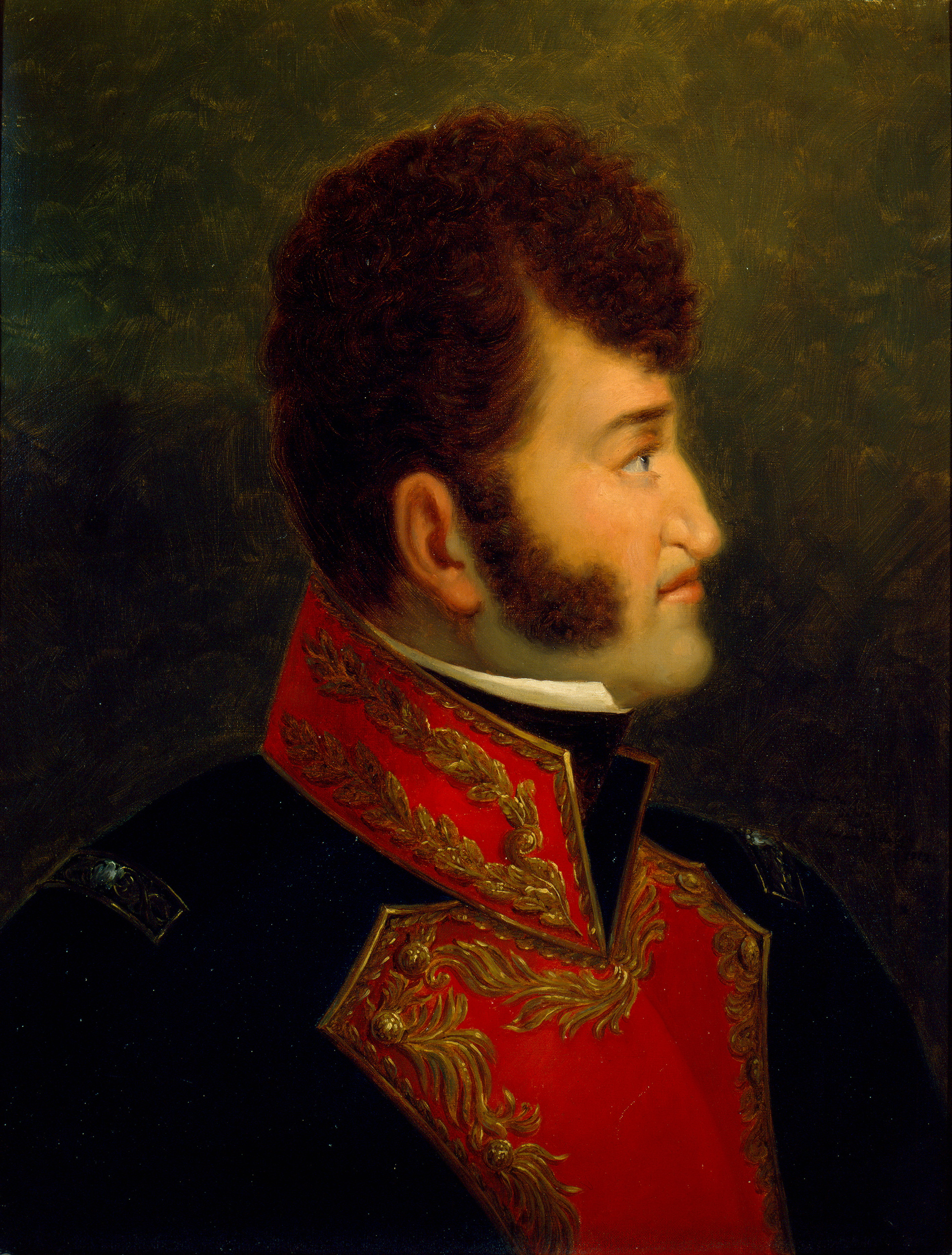
Detall de les polseres del cabdill mexicà Ignacio Allende

Una polsera (o més habitualment, dues polseres) o garrofes són bandes de pèl facial que s'han deixat créixer a banda i banda de la cara d'un home, a cada costat de les orelles descendint pel queix i la galta.
En alguns països es va popularitzar el sobrenom de hornigolds a les polseres, en referència al famós pirata anglès de fi del segle xvii.

## Tipus de polseres
Les variacions de polseres amb prou feines es restringeixen a qualsevol classe de llargada o forma particular i es poden trobar un gran nombre de variacions al llarg de la història. Les polseres poden ser fines o amples; voluptuoses o retallades; ben alleugerides, abundants o amb un límit; i a mitja orella o llargues fins a la mandíbula. En aquest cas es diuen polseres de coliflor. Altres polseres esdevenen prolongacions del bigoti.
Les polseres es poden dur conjuntament amb altres estils de borrissol facial, tals com el bigoti o la barbeta, però una vegada que s'estenen d'orella a orella per la barbeta o mentó deixen de ser garrofes per anomenar-se una barba.

## Història
Després del període d'afaitat total del segle xviii, les polseres així com les barbes van començar a obtenir popularitat al començament del segle xix, una tendència que finalment es va escampar al Japó. Les polseres del segle xix eren sovint molt més extravagants que les conegudes avui dia més en la línia d'unió amb el bigoti com una sola peça. Com amb les barbes, les polseres es van posar ràpidament de moda al començament del segle xx, però van fer una reaparició en els anys 50 i els anys 70 entre la generació més jove. Les polseres en punta, més específicament, esdevingueren un símbol en els clubs de gais de San Francisco i Sydney, Austràlia. A causa de llur multifacètica història, les polseres es poden considerar com a estrictament Victorianes i ultraconservadores, o com a mostra de rebel·lia en l'estil dels anys 50. Les garrofes gaudeixen avui d'un nivell intermediari de popularitat, encara que els grups d'afeccionats de les polseres i la barba s'han format i han prosperat amb la introducció d'internet.
Els indígenes de Mèxic s'afaiten el cap i duen les polseres llargues, així com els colombians, que usen les seves llargues polseres i no tenen cap altre pèl facial, es diu que porten balcarrotas.